# Hollandsche Spectator

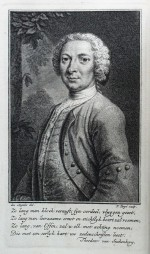
Justus van Effen, auteur van de Hollandsche Spectator

De Hollandsche Spectator was een tijdschrift dat van 1731 tot 1735 verscheen, en dat een van de vele spectatoriale geschriften was die in de achttiende eeuw het licht zagen. Deze 'spectators' vormden feitelijk een achttiende-eeuws journalistiek prozagenre. Hoewel er meer ernstige verhandelingen in stonden, berustte de populariteit van de Hollandsche Spectator vooral op korte verhalen in de vorm van levendige zedenschetsjes.

## Spectatoriale geschriften
In Engeland hadden de essayisten Joseph Addison en Richard Steele eerst het tijdschrift The Tatler (1709-1711) en vervolgens The Spectator (1711-1714) opgericht. Deze frequent verschijnende koffiehuisgeschriften voor een doorsnee-publiek met brede culturele belangstelling vonden in Frankrijk, Duitsland en in Nederland frequent navolging, en dan spreekt men van de spectatoriale geschriften. Vaak voeren zij het woord "Spectator" in de titel. Die spectator, letterlijk "toeschouwer", is het masker waarachter zich de auteur verschuilt. Vaak is de auteur anoniem, en daarbij pretendeert hij wel dat hij niet één persoon is, maar een groep.
De behandelde onderwerpen besloegen alles wat een koffiehuispubliek maar kon interesseren: de politiek, religie en moraal, de mode, de aard van de humor enzovoort.

## De Hollandsche Spectator
Ook in Nederland verschenen zulke spectatoriale geschriften. De Hollandsche Spectator was er een van, en is het bekendste gebleven. Dat was goeddeels te danken aan het soepele Nederlands van de oprichter en voornaamste medewerker, Justus van Effen, die, overigens anoniem, vertoogen (essays) schreef over vele onderwerpen: mode, opvoeding, weelde, het studentenleven, literatuur, taalkunde en godsdienst. De teksten konden, als in die tijd gebruikelijk, lange zinnen bevatten, maar Van Effens schrijfstijl bleef daarbij helder. Hij pleitte voor verdraagzaamheid en gelijkheid en bestreed het Hollandse chauvinisme. Het blad nam ingezonden brieven op, maar die waren meestal van de redactie zelf afkomstig. De methode kwam de levendigheid van de stof ten goede:
Myn Heer.
ONder alle de delen der beschouwende natuurkunde is 'er geen die groter getal en verscheidentheid van voorwerpen uitlevert, dan de waterkunde, waar door ik versta het onderzoeken van den aard, het samenstelzel en de eigenschappen zo der kruiden en gesteentens, als der dieren en andere bewoonderen der water-werelt; zo dat men met recht twyffelt, of in, ofwel buiten het water-element, de grootste en menigvuldigste wonderen der natuure ontdekt worden. (17 november 1732)
Ook expliciet mat het blad zich met zijn Engelse voorbeelden, om zelfverzekerd de eigen kwaliteit te benadrukken:
IK heb hoe langs hoe meer moed, dat met 'er tyd de Hollandsche Spectator, nog de Britsche schriften van dezelfde natuur, nog de Duitsche Patriot, waar van ik in 't kort myn gevoelen uitvoerig meen te opperen, weinig zal behoeven te wyken. (17 november 1732)
Na de Hollandsche Spectator zijn er in Nederland nog vele spectatoriale geschriften verschenen, nu niet in navolging van het Engelse model, maar direct gemodelleerd op Van Effens creatie. Invloed had hij ook — door de helderheid van zijn schrijfstijl — op de ontwikkeling van het proza. Mede daardoor verwierf het proza zich een sterker positie, naast de poëzie, in de Nederlandse literatuur.

## Productie
Uitgever van het blad was de Amsterdammer Hermanus Uytwerf. Het verscheen eerst wekelijks, later tweemaal per week, en had daarmee ongeveer dezelfde frequentie als een nieuwsblad in die tijd. Een nieuwsblad was het echter niet; het was een vroeg opinieblad.